# Baronski
Baronski (en rus: Баронский) és un poble (un possiólok) de l'óblast de Nijni Nóvgorod, a Rússia, segons el cens del 2017 tenia un habitant, pertany al municipi de Gàguino.